# Diplégie spastique
La diplégie spastique, aussi connue sous le nom de maladie (ou syndrome) de Little, est une forme de paralysie cérébrale infantile. 
Elle est définie par une paralysie de type spastique plus ou moins importante des deux membres inférieurs (hanches, jambe et bassins principalement). Ainsi que d’une atteinte des bras et du visage, plus discrète. 
Cette maladie représente 35 % des paralysies cérébrales. Les enfants touchés sont donc reconnus comme infirmes moteurs cérébraux (IMC).
Le syndrome de Little survient dans la majorité des cas chez les nouveau-nés prématurés et/ou les nouveau-nés ayant subi une anoxie (difficulté respiratoire) ou une ischémie (insuffisance d’apport sanguin) lors de l’accouchement.
La diplégie est d’origine congénitale ; c’est-à-dire qu’elle est présente dès la naissance.
En 1853, William John Little décrit des troubles moteurs des deux membres inférieurs apparaissant chez le nouveau-né qui retardent l’acquisition de la marche ou empêchent l’enfant de marcher.

## Symptômes
Il existe plusieurs formes de sévérité, les symptômes sont donc différents d’un nourrisson à l’autre.
Puisqu’il s’agit d’une paralysie cérébrale, les symptômes apparaissent tôt chez le nourrisson et la maladie est souvent détectée vers l’âge de 6 mois.
Les signes cliniques sont des affections musculaires : diminution du tonus principalement au niveau de la colonne vertébrale, raideurs des membres inférieurs, schémas moteur anormaux.
Les parents remarquent par exemple une mauvaise tenue de la tête, un tronc mou, une flexion permanente des membres inférieurs, une orientation interne des pieds.
En ce qui concerne les formes sévères, le nourrisson rencontre des difficultés pour se retourner lorsqu’il est couché et ne parvient pas à se soutenir dans une position assise.
L’enfant a un retard dans la motricité, la marche s'acquiert tard et sera faite avec une démarche dite « en ciseaux ». Autrement dit, le tronc contrôle la direction des jambes grâce à un pivotement, entraînant un balancement des jambes, alterné par un croisement des genoux à chaque pas. L’appui des pieds se fait sur les orteils.
Un déficit intellectuel est rarement observé ou modéré lorsqu’il est présent.
D’autres anomalies peuvent être liées à cette maladie comme un retard de croissance, des pertes du contrôle urinaire, des troubles sensoriels - en particulier visuels -, des troubles praxiques, etc.

## Diagnostic et examens médicaux
Le diagnostic de la diplégie spastique doit être réalisé au plut tôt après la naissance. En effet, la prise en charge sera meilleure si la maladie est reconnue rapidement.
Un premier examen permet d’évaluer l’enfant lorsqu’il se trouve dans différentes situations pour lesquelles une motricité normale est requise. Cet examen neuromoteur donne donc des renseignements sur la capacité du bébé à se mouvoir.
Un examen neurologique permet de détecter une accentuation des réflexes ainsi qu’une contraction à répétition des pieds.
La diplégie spastique est également diagnosticable par échographie transfontanellaire (ETF). Ce type d’échographie particulier permet d’explorer la morphologie et la vascularisation du cerveau des nourrissons. En effet, à cet âge, leur crâne est encore malléable et perméable aux onde. Ainsi, cette technique permet de détecter la plupart des lésions présentes chez l’enfant malade.
Cependant, certaines lésions peuvent ne pas être visibles ; c’est pourquoi on peut également utiliser l’imagerie par résonance magnétique nucléaire (IRM).
Ces examens médicaux peuvent être complétés par des électroencéphalogrammes, électromyogrammes, un bilan psychomoteur, etc.

## Origines
La diplégie spastique est généralement la conséquence de lésions de la substance blanche, présente dans le cerveau. Ces lésions se situent au niveau des territoires vasculaires. Elles apparaissent avant la naissance, pendant l’accouchement ou dans les premiers moments de la naissance.
Dans la colonne vertébrale il y a de nombreux récepteurs nerveux musculaires. Dans le cas de la diplégie, ces récepteurs ont l’incapacité d’absorber de façon normale le GABA. C’est un acide aminé, qui joue un rôle dans la régulation du tonus musculaire. On dit que c’est un neurotransmetteur dit « inhibiteur ». Grâce à son action, un signal de décontraction est envoyé aux muscles. Sans absorption de GABA, les nerfs affectés envoient en permanence un message de contraction. Les muscles sont donc en état permanent hypertonique. Ce dysfonctionnement crée des difficultés dans la réalisation de mouvement volontaire et passif (au niveau des jambes). Il peut également y avoir des douleurs associées en fonction de la gravité de la maladie.
D'autres symptômes peuvent découler de ce tonus anormal, comme :
- des tendinites ;
- de l'arthrite ;
- un épuisement physique prématuré ;
- des contractures ;
- des spasmes ;
- des déformations de l’ossature.

## Traitements
À ce jour, il n'existe pas de traitement permettant de guérir totalement cette maladie. Mais des traitements permettent d’améliorer la vie des patients.
Il existe une prise en charge rééducative.
- Il est nécessaire de réaliser quotidiennement des étirements musculaires afin de prévenir les contractures. Pour cela, le malade peut réaliser des séances de kinésithérapie.
- Des orthèses, c’est-à-dire un appareil orthopédique, permettent de protéger, immobiliser ou soutenir une partie du corps.
- Soins de soutien au développement. Dans leur livre Périodes sensible dans le développement psychomoteur de l'enfant de 0 à 3 ans, Roger Vasseur et Pierre Delion parlent de soins de soutien au développement en évoquant surtout des cas de diplégie. Ces soins ont comme principe la plasticité neuronale : la rééducation et l'accompagnement pluridisciplinaire de l'enfant et de ses parents permettent que d'autres neurones reprennent les fonctions des neurones endommagés ou détruits, ce qui permet que ces fonctions se mettent en place. Plus tôt ces accompagnements sont réalisés, avant 6 mois, meilleur est le pronostic de récupération des fonctions. Cette approche a aussi comme toile de fond des recherches en sensori-motricité faites par le psychologue du développement André Bullinger.

Des traitements médicamenteux existent également, comme:
- Le Baclofène. C’est un substitut du GABA. Cette molécule peut être prise sous forme orale ou intrathécale. Le Baclofène possède un marqueur chimique lui permettant d’être absorbé par les nerfs endommagés. Il agit donc directement sur la cause de la maladie.  La forme orale de ce traitement est privilégiée. En effet la posologie peut  augmenter ou diminuer selon les besoins du patient. Ceci est donc parfaitement adaptable avec des comprimés. Au contraire, la pompe intrathécale peut être dangereuse. Elle peut induire une surdose éventuellement mortelle.
- Des produits antispasmodiques, c’est-à-dire des relaxants musculaires, qui permettent de diminuer les symptômes.

Enfin, des traitements chirurgicaux sont envisageables.
- La chirurgie orthopédique vise à libérer les muscles atteints de leur état hypertonique. Cependant le résultat est souvent seulement temporaire car la cause de cette spasticité est le nerf et non le muscle.
- La rhizotomie dorsale sélective. C’est une neurochirurgie qui vise à éliminer les racines nerveuses endommagées. La spasticité est donc éliminée. Cependant il faudra que le patient renforce ses muscles.

## Évolutions
Le plus souvent les paralysies cérébrales ne sont pas des maladies évolutives. C’est également le cas pour la diplégie spastique.
En effet les nerfs atteints sont endommagés dès la naissance et ne se dégradent ou ne se rétablissent pas.
La posture de l’enfant va progresser grâce à une prise en charge par une équipe médicale (pédiatre, neurologue, kinésithérapeute…).
- Formes mineures : marche sans aide avant 4 ans.
- Formes moyennes : marche indépendante obtenue vers 6 ans.
- Formes sévères : équilibre difficile, marche aidée par un appui des membres supérieurs (béquilles).

Cependant les lésions neurologiques peuvent faire apparaître quelques crises épileptiques au cours du temps.